# المپیک تابستانی ۱۹۵۶
المپیک تابستانی ۱۹۵۶ (در انگلیسی: Games of the XVI Olympiad) که به‌طور رسمی با نام «بازی‌های المپیاد شانزدهم» شناخته می‌شود، از ۲۲ نوامبر ۱۹۵۶ تا ۸ دسامبر ۱۹۵۶ میلادی در شهر ملبورن استرالیا و با حضور ۳٬۳۱۴ ورزشکار زن و مرد از ۷۲ کشور جهان و در ۱۷ رشته ورزشی برگزار شد. بخش سوارکاری این بازی‌ها به‌طور جداگانه و پنج ماه زودتر در شهر استکهلم و در کشور سوئد برگزار شد.

## انتخاب میزبان
کاندیداها:
1. دیترویت-ایالات متحده آمریکا
2. شیکاگو-ایالات متحده آمریکا
3. مینیاپولیس-ایالات متحده آمریکا
4. فیلادلفیا-ایالات متحده آمریکا
5. سان فرانسیسکو-ایالات متحده آمریکا
6. بوئنوس آیرس-آرژانتین
7. مکزیکو سیتی-مکزیک
8. مونترآل-کانادا
9. لس آنجلس-ایالات متحده آمریکا{برای دومین بار}
10. ملبورن-استرالیا

انتخاب: ملبورن
محل رای‌گیری: رم-ایتالیا

## تاریخچه
شانزدهمین دوره بازی‌های المپیک با اتفاقات و حوادث مهم سیاسی همراه بود. این بازی‌های در یک جو سیاسی نامطمئن آغاز گردید. جمهوری خلق چین، در اعتراض به پذیرفته شدن تایوان، از عضویت در کمیته بین‌المللی المپیک استعفا و از شرکت در مسابقات امتناع کرد. کشورهای هلند و اسپانیا نیز به دلیل اشغال نظامی مجارستان توسط اتحاد جماهیر شوروی، بازی‌ها را تحریم نمودند. مصر، لبنان و عراق هم به دنبال بحران کانال سوئز به ملبورن نیامدند. برخی از کشورهای جهان سوم نیز به دلیل مسافت طولانی، از شرکت در مسابقات تابستانی المپیک ملبورن منصرف شدند.

## رشته‌های ورزشی
- ورزش‌های آبی
  -  شیرجه (4)
  -  شنا (13)
  -  واترپلو (1)
- دو و میدانی (33)
- بسکتبال (1)
- بوکس (10)
- قایقرانی (9)
- دوچرخه‌سواری
  - جاده (2)
  - پیست (4)
- سوارکاری
  - درساژ (2)
  - اونتینگ (2)
  - پرش (2)
- شمشیربازی (7)
- فوتبال (1)
- ژیمناستیک (15)
- هاکی روی یخ (1)
- پنج‌گانه مدرن (2)
- روئینگ (7)
- قایقرانی بادبانی (5)
- تیراندازی (7)
- وزنه‌برداری (7)
- کشتی
  - آزاد (8)
  - فرنگی (8)

## کشورهای شرکت کننده
کشورهای زیر در بازی‌های المپیک تابستانی ۱۹۵۶ شرکت کرده‌اند:
| - افغانستان (۱۲) - آرژانتین (۲۸) - استرالیا (۲۹۴) (میزبان) - اتریش (۲۹) - باهاما (۴) - بلژیک (۵۱) - برمودا (۳) - برزیل (۴۴) - گویان (۴) - بلغارستان (۴۳) - میانمار (۱۱) - کانادا (۹۲) - سیلان (۳) - شیلی (۳۳) - چین (۱۳) - کلمبیا (۲۶) - کوبا (۱۶) - چکسلواکی (۶۳) - دانمارک (۳۱) - اتیوپی (۱۲) - فیجی (۵) - فنلاند (۷۱) - فرانسه (۱۳۷) - تیم متحد آلمان (۱۵۸) - بریتانیای کبیر (۱۸۹) - یونان (۱۳) - هنگ کنگ (۲) - مجارستان (۱۰۸) - ایسلند (۲) - هند (۵۹) - اندونزی (۲۲) - ایران (۱۷) - ایرلند (۱۸) - اسرائیل (۳) - ایتالیا (۱۲۹) - جامائیکا (۶) - ژاپن (۱۱۰) - کنیا (۲۵) - لیبریا (۴) - لوکزامبورگ (۱۱) - مالایا (۳۲) - مکزیک (۲۴) - نیوزیلند (۵۳) - نیجریه (۱۰) - شمال بورنئو (۲) - نروژ (۲۲) - پاکستان (۵۵) - پرو (۸) - فیلیپین (۳۹) - لهستان (۶۴) - پرتغال (۱۱) - پورتوریکو (۱۰) - رومانی (۴۴) - سنگاپور (۵۲) - آفریقای جنوبی (۵۰) - کره جنوبی (۳۵) - اتحاد شوروی (۲۷۲) - سوئد (۸۸) - تایلند (۳۸) - ترینیداد و توباگو (۶) - ترکیه (۱۹) - اوگاندا (۳) - ایالات متحده آمریکا (۲۹۷) - اروگوئه (۲۱) - ونزوئلا (۱۹) - ویتنام (۶) - یوگسلاوی (۳۵) · Five nations competed in the equestrian events in Stockholm, but did not attend the Games in Melbourne: - کامبوج (۲) - مصر (۳) - هلند (۱) - اسپانیا (۶) - سوئیس (۹) |

## جدول مدال‌ها

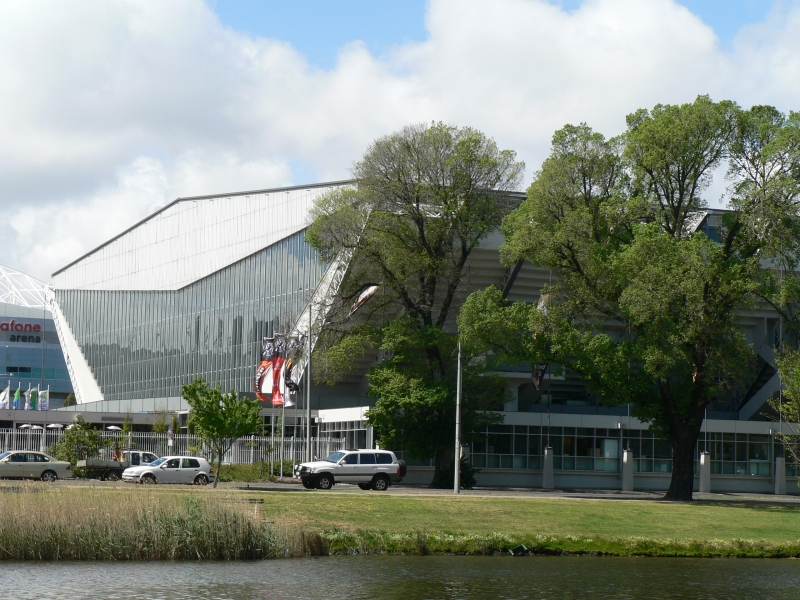
The heritage registered former Olympic Pool (now Westpac Centre) from the Yarra River.

| رتبه | کشور                | طلا | نقره | برنز | مجموع |
| 1    | اتحاد شوروی         | ۳۷  | ۲۹   | ۳۲   | ۹۸    |
| 2    | ایالات متحده آمریکا | ۳۲  | ۲۵   | ۱۷   | ۷۴    |
| 3    | استرالیا            | ۱۳  | ۸    | ۱۴   | ۳۵    |
| 4    | مجارستان            | ۹   | ۱۰   | ۷    | ۲۶    |
| 5    | ایتالیا             | ۸   | ۸    | ۹    | ۲۵    |
| 6    | سوئد                | ۸   | ۵    | ۶    | ۱۹    |
| 7    | تیم متحد آلمان      | ۶   | ۱۳   | ۷    | ۲۶    |
| 8    | بریتانیای کبیر      | ۶   | ۷    | ۱۱   | ۲۴    |
| 9    | رومانی              | ۵   | ۳    | ۵    | ۱۳    |
| 10   | ژاپن                | ۴   | ۱۰   | ۵    | ۱۹    |

Key
  *   کشور میزبان (استرالیا)